# 파라나 클루비
파라나 클루비(포르투갈어: Paraná Clube)는 보통 파라나라고 알려져 있는 축구 클럽으로, 브라질의 파라나 주 쿠리치바를 연고로 한다. 이 팀은 1989년 12월 19일에 설립되었으며, 파라나 주 리그의 2부 리그인 캄페오나투 파라나엔시 세군다 지비장에 참가하고 있다.
구단의 별칭은 마을의 삼색(포르투갈어: Tricolor da Vila)이며, 색 구성은 빨강과 하양과 파랑이다.
파라나 클루비는 축구 이외에도 여러 스포츠 종목을 운영하고 있으며, 볼링, 풋살, 테니스, 배구, 무예, 역도 등을 운영하고 있다.

## 역사
1989년 12월 19일 캄페오나투 파라나엔시 3회 우승 이력이 있던 EC 피녜이루스와 1회 우승을 기록했던 콜로라두 EC 두 팀이 병합하여 탄생하였다. 루벤스 미넬리가 구단 초대 회장으로 추대되었으며, 이메르종 지 안드라지가 초대 감독으로 선임되었다. 1990년 2월 4일 이스타지우 쿠투 페헤이라에서 코리치바 FC와 구단의 공식적인 첫 경기를 가졌고, 파라나는 0-1로 패배하였다. 1991년 창단 2년만에 파라나 클루비는 캄페오나투 파라나엔시에서 챔피언이 되었으며, 1993년부터 1997년까지 5년 연속 파라나 주 챔피언에 등극하는 위업을 달성하였다.
1992년에는 캄페오나투 브라질레이루 세리이 B에서 우승을 차지하며, 역사상 최초로 캄페오나투 브라질레이루 세리이 A에 진출하게 되었다. 8년이 지난 2000년 코파 주앙 아벨란지 노랑 그룹에서 AD 상카에타누를 꺾고 우승을 차지하였다.

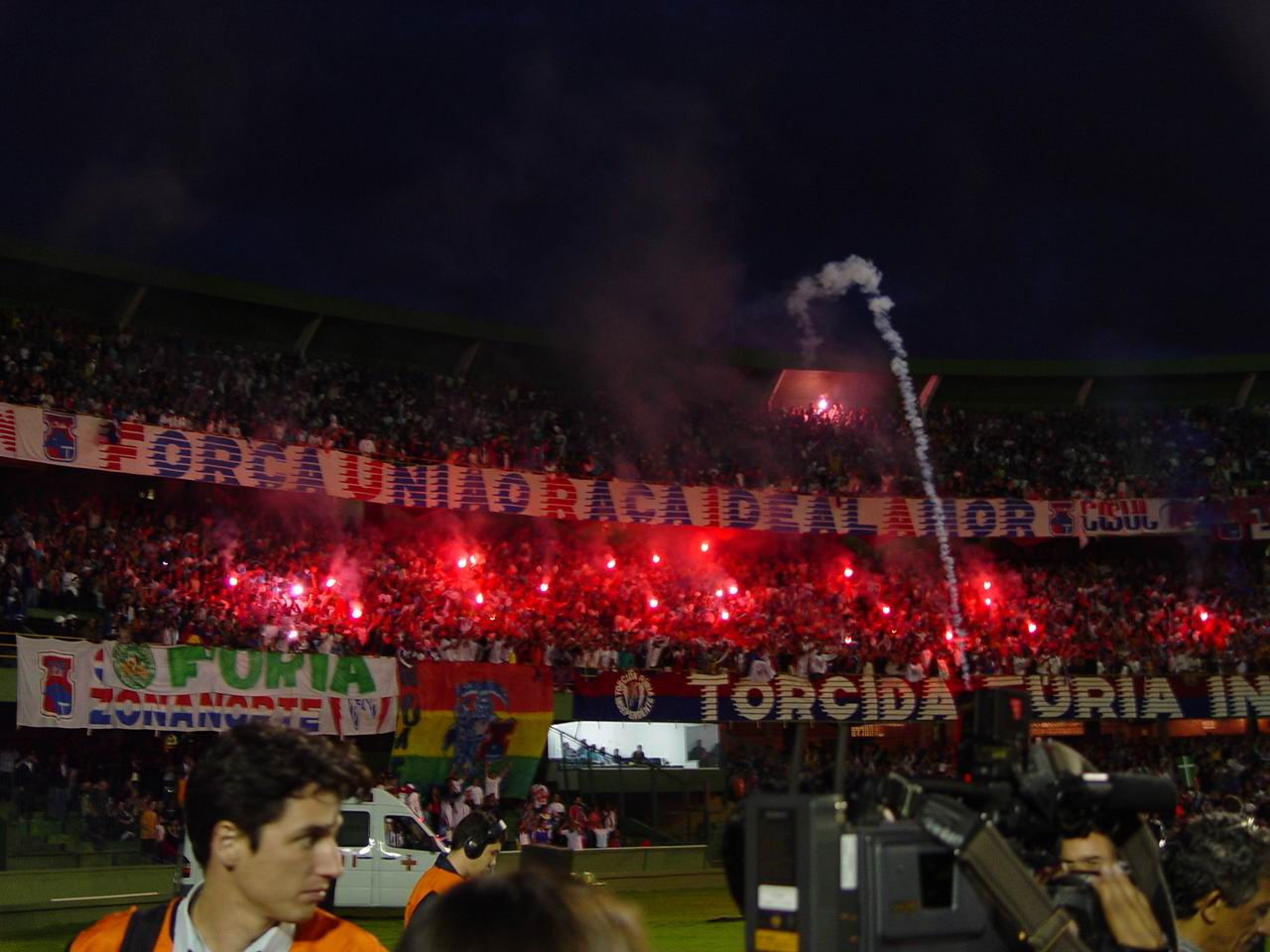
파라나 클루비의 서포터

2003년 스포츠 마케팅 회사인 LA 스포츠와 파트너십 계약을 맺고, 구단 유소년 육성에 투자를 유치하였다. 2005년 파라나 클루비는 LA 스포츠를 대체할 투자 펀드를 개설하였고, 이로 인해 LA 스포츠와의 계약은 갱신되지 않았다.
2006년 ADAP를 꺾고 파라나 주 챔피언에 올라섰다. 2007년 코파 리베르타도레스에 최초로 참가하게 되었으며, 칠레의 코브렐로아를 종합 스코어 3-1로 꺾었다. 조에서 2위를 차지한 파라나 클루비는 16강에 진출하였으나, 파라과이의 클루브 리베르타드에게 패하여 탈락하게 되었다.
2017년 세리이 B에서의 10년간의 활동을 끝내고, 37라운드에서 CRB를 1-0으로 이김과 동시에 캄페오나투 브라질레이루 세리이 A로의 승격을 확정지었다.

## 수상

### 전국
- 캄페오나투 브라질레이루 세리이 B
  - 우승 (2회) : 1992, 2000
- 코파 술
  - 준우승 (1회) : 1999

### 주 (州)
- 캄페오나투 파라나엔시
  - 우승 (7회) : 1991, 1993, 1994, 1995, 1996, 1997, 2006
  - 준우승 (2회) : 1999, 2001, 2002, 2007

## 선수 명단

### 현역
참고: FIFA 자격 규정에 따라 소속된 국가대표팀 국기를 표시합니다. 선수는 복수의 FIFA 비회원국 국적을 가지고 있을 수 있습니다.
| 번호 | 포지션 | 국적 | 이름          |
| ---- | ------ | ---- | ------------- |
| -    | DF     |      | 루카스 코레아 |

| 번호 | 포지션 | 국적 | 이름 |
| ---- | ------ | ---- | ---- |

## 역대 감독
| 감독                  | 임기 |
| --------------------- | ---- |
| 세바스치앙 라자로니   | 1989 |
| 반데를레이 루솀부르구 | 1995 |
| 로페스 와그너         | 2017 |
| 로페스 와그너         | 2018 |